# 水野辰彌
水野 辰彌（みずの たつや、1915年 - 1947年）は、日本の元アマチュア野球選手。愛知県出身。

## 来歴・人物
愛知一中（現・愛知県立旭丘高等学校）から1934年に早稲田大学に進み、野球をプレーした。ポジションは左翼手だったと伝わる。
早大卒業後応召され、中国で終戦を迎える。その後国民革命軍大佐として国共内戦に携わり、1947年（正確な死没月日は不明）に中国国内で戦死した。享年32。
東京ドーム内の野球殿堂博物館にある戦没野球人モニュメントに、彼の名が刻まれている。